# Fédération nationale des associations d'usagers des transports
La Fédération nationale des associations d'usagers des transports (FNAUT) est un groupe de défense d'intérêts fédérant près de 160 associations nationales et locales.
Elle vise à la promotion des transports en commun.
Elle est l'une des 15 organisations de consommateurs agréée par l'État français.

## Historique
L'association est fondée le 24 juin 1978.
En 2017, elle réalise une enquête sur le sexisme dans les transports en commun. Son enquête analyse que 87 % des femmes ont déjà été victimes de harcèlement dans les transports en commun et 48 % adaptaient leur tenue vestimentaire pour éviter les mauvaises réflexions. 34 % d'entre elles adoptent des stratégies d'évitement et se détournent de tout transport collectif pour opter pour le vélo, le taxi ou un véhicule personnel.

## Adhérents
Début 2022, près de 160 associations françaises y adhèrent, dont l'Association française des amis des chemins de fer, la Fédération des amis des chemins de fer secondaires, le Groupement pour l'insertion des handicapés physiques, CyclotransEurope ou la Fédération française des usagers de la bicyclette[réf. nécessaire].

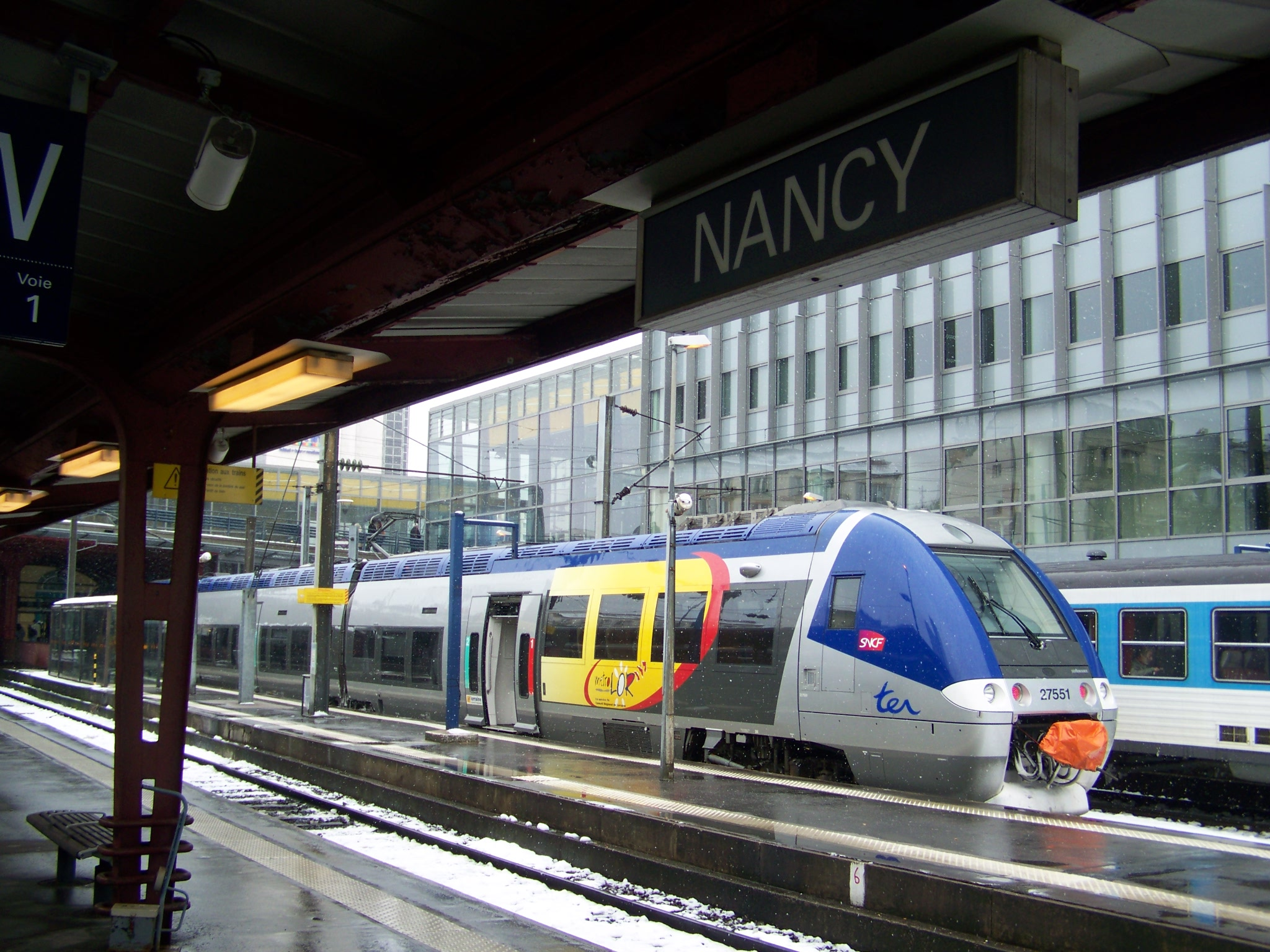
TER Grand Est (Métrolor) en gare de Nancy-Ville.

## Prises de position
En 2015, elle propose de davantage taxer les carburants pour financer les transports publics.
En 2017, elle propose de remplacer les lignes 17 et 18 du métro parisien par le tramway. Elle est opposée à l'autoroute A355 et est favorable au covoiturage à courte distance, mais elle y est opposée à longue distance car il prend des parts modales au train. 
Elle est favorable à un report du trafic de l'avion vers le train.
Elle n'est pas toujours en phase avec les syndicats des travailleurs des transports, comme en 2025, où elle s’oppose, par la voie de son président, à une grève visant une amélioration des conditions de travail pour les cheminots.

## Présidences
- Jean Sivardière : jusqu'en avril 2015,
- Bruno Gazeau  de 2015 à 2024[1].
- François Delétraz : depuis 2024[13].